# Ravenelia mimosae-sensitivae
Ravenelia mimosae-sensitivae är en svampart som beskrevs av Henn. 1896. Ravenelia mimosae-sensitivae ingår i släktet Ravenelia och familjen Raveneliaceae.   Inga underarter finns listade i Catalogue of Life.